# Francisco Javier de Elío

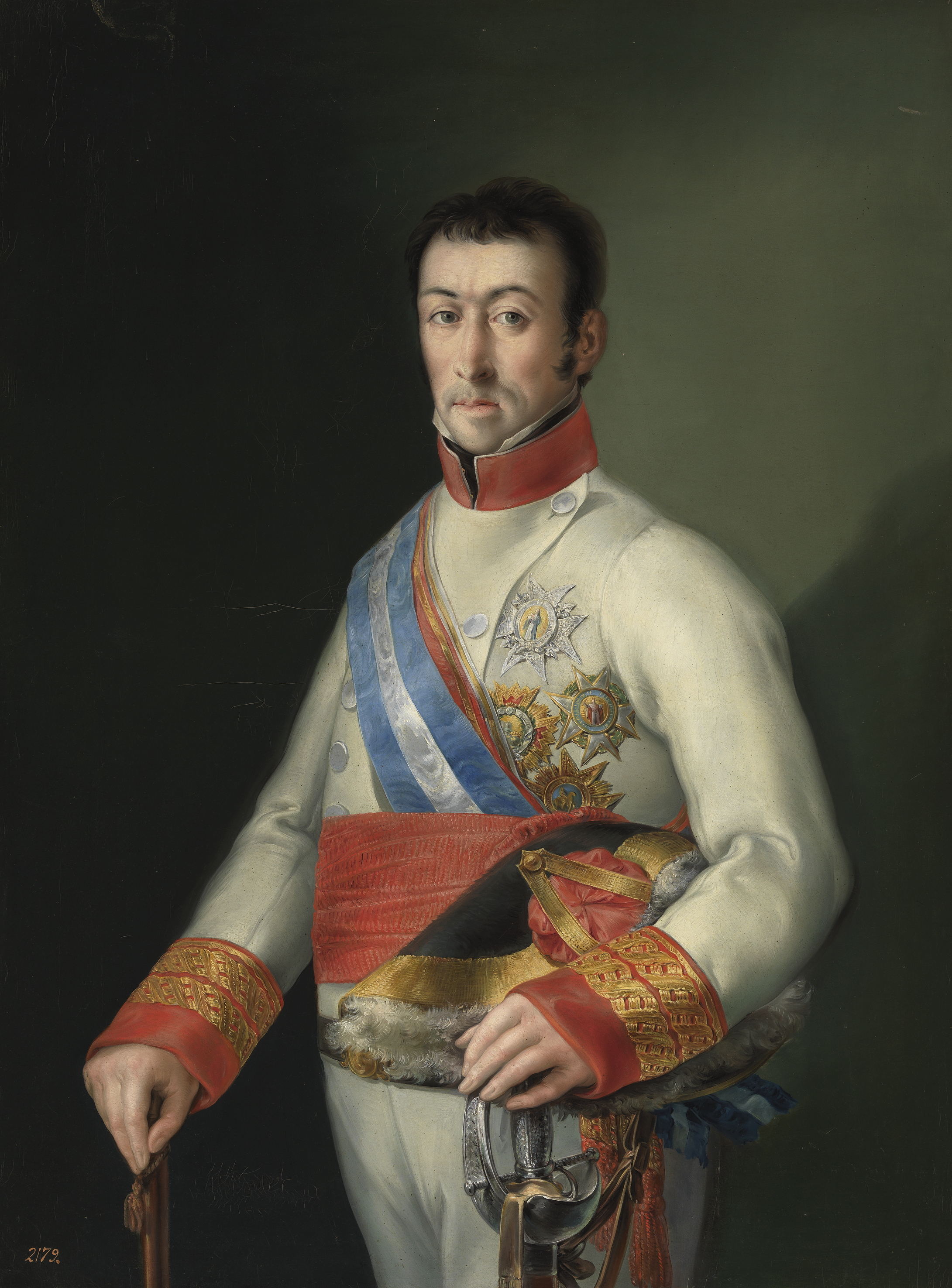
Francisco Javier de Elío

Francisco Javier de Elío, född 1767 i Pamplona, död 1822 i Valencia, var en spansk general och guvernör i Montevideo. Han var far till Joaquin de Elío y Ezpeleta.
Elio deltog med utmärkelse i kriget mot Frankrike 1793-95. Därefter deltog han i stridigheterna under Sydamerikanska självständighetskrigen. Han hemkallades 1812 och blev en av den spanska reaktionens och kung Ferdinand VII:s skickligaste och kraftfullaste verktyg. 
Under de revolutionära rörelserna i Spanien blev han föremål för det liberala partiets hat och beskyllningar. Han häktades 1820 och sattes på Valencias citadell. Vid ett uppror föll han i rebellernas händer och avrättades. 